# Королевская галерея
Королевская галерея (англ. Queen's Gallery) — художественная галерея в Букингемском дворце, резиденции британского монарха, в Лондоне. В ней выставляются произведения искусства из королевской коллекции, постоянно обновляясь на основе ротации; галерея обычно одновременно представляет около 450 работ.
Королевская Галерея находится в Западном крыле Букингемского дворца, на месте часовни, разрушенной бомбардировкой во время второй мировой войны и впервые открылась для публики в 1962 году. С 1962 по 1999 год галерея приняла более  5 миллионов посетителей. С 1999 по 2002 год галерея была закрыта на реконструкцию, проходившую под руководством архитектора Джона Симпсона. В ходе реконструкции галерея была увеличена на несколько залов, а её вход был оформлен портиком дорического ордера
Повторное открытие Галереи 21 мая 2002 года было приурочено к золотому юбилею Елизаветы II. Королевская Галерея открыта для посетителей большую часть года..